# کوه زیر
کوه زیر نام رشته‌کوهی است در جنوب ایران.
کوه زیر در بخش کوخرد شهرستان بستک و در غرب استان هرمزگان در جنوب ایران واقع شده‌است.
این رشته‌کوه از ارتفاعات جنوبی دهستان کوخرد شروع می‌شود و تا شمال کوه سفید ادامه دارد، و از سوی غرب به «کوه ده» و از سوی شرق به «بون کوه چهار برکه» محدود می‌شود.
این کوه به سمت غرب ادامه دارد و همچنین از سمت شرق به «بون کوه لوز» و به «کوه گوچی» پیوند دارد.
در منطقهٔ کوه زیر شکارگاه‌ها و تفریحگاه‌های زیادی وجود دارد، همچنین غارها و اشکفت‌های فراوانی نیز وجود دارند که کوهنوردان در شبهای زمستانی در آن‌ها پناه می‌گیرند.

## غارهای کوه زیر
غارهای کوچک و بزرگی که در محل به نام اِشکَفت نامیده می‌شوند در جای‌جای این رشته کوه یافت می‌شود از جمله:
- اشکفت سه چُکی.
- اشکفت صنخو.
- اشکفت حلقه.
- اشکفت کوه گِردو.
- اشکفت آودون علی.
- اشکفت تنب مش.
- اشکفت ماوی.
- اشکفت کل مسنگی.
- اشکفت چُلاخ.
- اشکفت کودان.
- اشکفت گلوئی.
- اشکفت زیر زمینی.
- اشکفت خورنساء.
- اشکفت صنخه دسک.
- اشکفت سوردونی.
- اشکفت رابیه.
- اشکفت تنب هنگ.
- اشکفت دوازگی.
- اشکفت سَرگرد‌گری بان.
- اشکفت لارو شیخ عمر.
- اشکفت تال مد اودلی.
- اشکفت کوه گردو.

## جانوران وپرندگان
در پیرامون کوه شب جانوران وپرندگان مختلفی زندگی می‌کرده‌اند که شامل :آهو، بز کوهی، روباه، خوک، کفتار، شغال، جوجه‌تیغی و خرگوش بوده‌است. همچنین پرندگان مانند: کبک، عقاب، شاهین، بادخور، قُمری، تیهو، فاخته و بلبل وصدها پرنده مختلف دیکر زندکی می‌کرده‌اند که متأسفانه امروزه به دلیل نبود نظارت کافی و شکار بی‌رویه و غیرمجاز، نسل اکثر این حیوانات در حال انقراض می‌باشد. گفتاره‌است که در دوران گذشته جانوارنی مانند: گرگ، پلنگ، یوزپلنگ و خرس نیز در این کوه دیده شده‌است، اما در حال حاضر دیگه از اینگونه حیوانات هیچ اثری نیست.

## درختان کوهستانی
درختان بزرگ و تنوهمندی وجود دارد مانند:، کُنار، بنه، کِرت، سمر، کُوهِنگ، کُور و سَلَم وغیره.

## راه مشهور گوچی
راه مشهور «گوچی» و گردنه گوچی و پیچهای خطرناک آن در این کوه واقع شده‌است. این راه از «بون کوه چهار برکه» شروع می‌شود و رو به سمت جنوب می‌رود و به بخش مرکزی شهرستان بندر لنگه منتهی می‌شود.
- نقاطی که در مسیر این راه قرار دارد

نقاطی معروف که در مسیر این راه قرار دارد عبارت‌اند از: «گردنه گوچی»، «برکه زیر گوچی»، «پر رنده»، «دُکَل بَردِ مَد کاملی» (احشم نشین)، «دین، قهوه‌خانه دین، لاورِ دین»، «دره کوره‌ای» در این دره چند کوره گچی وجود دارد، «درواه دُمُو»، «خوئق»، «پشتخه چتالی» یعنی پشتخه سمری، «باتنگستان»، «چُک لِسُه»، «تنگو» برکه و کاورنسرای تنگو، «پَرِ بارام»، «دو رودخانه» جایی است که آب دو رودخانه به هم می‌پیوندد، «پشتخه شب خاب» ۲ باب آب‌انبار دارد، راه قافله (مالرو) قدیمی است، «درواه شنی»، «پشتخه کودان» یک باب آب‌انبار دارد، «مرزان»، «برکه مرزان»، «گردنه کرزائی»، «گردنه شرفائی»،
«دُول گِردُه»، «شربتو» (احشم نشین)، «گُلِنگُو» (احشم نشین)، «روستای سورو»، سمر دان، روستای «چاه مسلم».
- اما از «بون کوه چهار برکه» رو به طرف شمال از این قرار است: «دو راهی کوران»، «بلدنگ»،

«برکه وکاروانسرای بلدنگ»، «گردنه شیخ عبدالعزیز» که به گویش محلی «شبدیز» یا «شیخ دِس» می‌نامند، «گردنه شیخ عبدالرحمن» که باصطلاح اهالی
منطقه «شبدرحمان» گفته می‌شود، «نمکی مهران» (معدن نمک بخش کوخرد)، «سیاه تک مهران»، «پل رودخانه مهران»، «پاسگاه ژاندارمری مِهران».